# Ломбардо, Джо
Джозеф Майкл Ломбардо (англ. Joseph Michael Lombardo; род. 8 ноября 1962, Саппоро) — американский полицейский и политик, представляющий Республиканскую партию. Губернатор штата Невада со 2 января 2023 года.

## Биография
Сын ветерана ВВС США, родился 8 ноября 1962 года в Японии, в 1976 году переехал в семьёй в Лас-Вегас. После школы пошёл в армию, служил в Национальной гвардии Невады и в резерве Сухопутных войск США. Окончил Невадский университет в Лас-Вегасе со степенью бакалавра наук в гражданском строительстве и в кризисном управлении, а также Национальную академию ФБР. В 1988 году начал службу в полиции Лас-Вегаса, в 1996 году получил звание сержанта, в 2001 году — лейтенанта. В 2014 году избран шерифом округа Кларк и 5 января 2015 года вступил в должность, возглавив Департамент полиции метрополии Лас-Вегас.
В 2017 году во время музыкального фестиваля в Лас-Вегасе произошли трагические события со стрельбой, жертвами которой стали 58 человек, и в 2019 году шериф Ломбардо объявил о реформах в работе полиции, разработанных для более эффективного противодействия подобным инцидентам в будущем.
8 ноября 2022 года победил на губернаторских выборах с результатом 48,76 % действующего губернатора-демократа Стива Сайсолака, заручившись поддержкой Дональда Трампа, хотя Ломбардо публично заявлял о несогласии с мнением бывшего президента о подтасовках на президентских выборах 2020 года.